# Oh Ji-young (siatkarka)
Oh Ji-Young (ur. 11 lipca 1988 w Korei Południowej) – południowokoreańska siatkarka, grająca jako libero. Obecnie występuje w drużynie Gwangju AI Peppers.

## Sukcesy reprezentacyjne
Mistrzostwa Azji:
- 2013, 2019

Igrzyska Azjatyckie:
- 2010